# Peta Zetas
El Peta Zetas és el nom comercial d'una llaminadura que va ser molt popular durant els anys vuitanta, creada per l'enginyer químic Ramon Escolà i presentada inicialment com una substància granulada que tenia com a tret distintiu el fet que, en contacte amb la saliva, cruixia i feia sorollets i pessigolles dins la boca. L'enginyer va crear l'empresa Zeta Espacial.
La seva aparició va tenir lloc durant la dècada dels vuitanta i ràpidament es van convertir en la llaminadura de moda dels nens de l'època, però la seva particular característica i els nombrosos canvis i noves presentacions a què ha estat sotmès el producte han fet que perdurés fins a l'actualitat. En un principi es van presentar com un producte granulós dins un sobre, anunciats per un nen vestit d'astronauta i, a sota, l'eslògan «Peta Zetas: el caramel que peta». Posteriorment n'ha anat apareixent i desapareixent una àmplia gamma de variacions, com el Peta Zetas en format xiclet o amb diferents gustos; però la forma original és l'única que ha tingut continuïtat fins avui dia.
Aquest producte conté diòxid de carboni (CO₂) o la seva forma anhídrica, igual que les begudes amb bombolles. En contacte amb l'aigua o qualsevol altra solució aquosa, en aquest cas la saliva, el diòxid de carboni s'allibera i produeix petites explosions que produeixen el cruixit i el soroll típics d'aquesta llaminadura.